# Valerio Faltonio Adelfio
Valerio Faltonio Adelfio (latino: Valerius Faltonius Adelphius; fl. 451) è stato un politico romano dell'Impero romano d'Occidente.

## Biografia
Marito di Anicia Italica, era vir clarissimus et illustris, fu praefectus urbi, probabilmente prima del 451, e patricius, per poi tenere il consolato nel 451 assieme all'imperatore Marciano.